# Берзинская волость
Берзинская волость (латыш. Bērziņu pagasts) — одна из 26 территориальных единиц Краславского края Латвии. Граничит с Сваринской, Кеповской и Шкяунской волостями своего края, Административным центром волости является село Поречье.